# مناورات التمساح الجرئ
مناورات التمساح الجرئ أو (بالإنجليزية: Bold Alligator Maneuvers)‏ هي مناورات عسكرية مشتركة تقام بين كل من أمريكا وكندا والمكسيك وبريطانيا وفرنسا وهولندا وإسبانيا وإيطاليا ونيوزيلندا وأستراليا.